# Robinson (rivier in West-Australië)
De Robinson is een rivier in de regio Kimberley in West-Australië.
De rivier ontstaat onder de Van Emmerick Range en stroomt vervolgens 107 kilometer in westelijke richting, door Moondoma Yards, Holmans Crossing en Oombagooma, om in Stokes Bay uit te monden. Stokes Bay is een baai in de King Sound die in de Indische Oceaan overgaat.
De rivier wordt door onder meer onderstaande waterlopen gevoed:
- Pardaboora River (65 m)
- Mondooma Creek (62 m)
- Tarraji River (21 m)
- Oobagooma Creek (18 m)
- Townshend River (11 m)
- Keightly River (10 m)